# Edosa ensigera
Edosa ensigera är en fjärilsart som beskrevs av László Anthony Gozmány. Edosa ensigera ingår i släktet Edosa och familjen äkta malar. Inga underarter finns listade i Catalogue of Life.